# كروسيلانديا
كروسيلانديا بلدية في ولاية ميناس جيرايس في المنطقة الجنوبية الشرقية من البرازيل.